# Campeonato Sul-Americano de Voleibol Feminino de 1991
O 19º Campeonato Sul-Americano de Voleibol Feminino foi realizado no ano de 1991 em São Paulo, Brasil.

## Tabela Final
| Posição | Equipe    |
| ------- | --------- |
|         | Brasil    |
|         | Peru      |
|         | Colômbia  |
| 4       | Argentina |
| 5       | Venezuela |
| 6       | Paraguai  |
| 7       | Chile     |
| 8       | Uruguai   |
| 9       | Bolívia   |

## Premiação
| Campeonato Sul-Americano de Voleibol Feminino de 1991 |
| border.                                               |
| ----------------------------------------------------- |
| Brasil (8º título)                                    |

### Individuais
| MVP (Most Valuable Player) | Ana Moser | Brasil |